# 新宿MYLORD

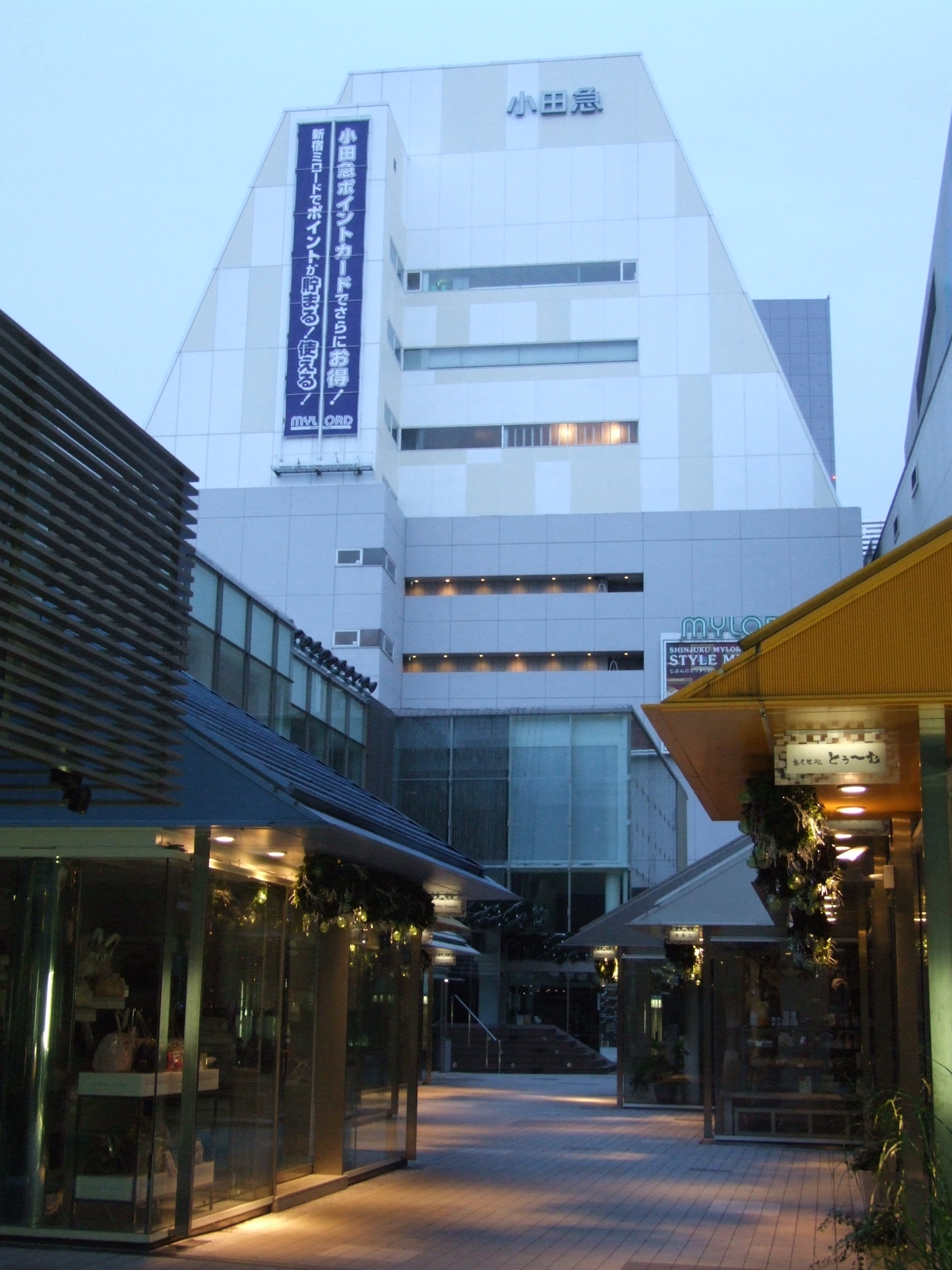
新宿ミロード

新宿MYLORD（日语：新宿ミロード）是日本大手私鐵小田急電鐵株式會社MYLORD商場系列，位於東京都新宿區新宿車站周邊其中的一家百貨公司，始業於1984年10月4日，營運超過40年以上的百貨公司，2022年決定配合東京都再開發政策，已經於2025年3月16日停止營業，未來將拆除重新建築新的商業大樓，預計建設一棟地上48層、高度約230公尺的大樓。
這是一棟新宿車站連通的百貨公司，地下2層、地上10層（含私鐵的車站設施），總營業面積有12,326平方公尺，過去在此經營的專櫃例如有：
- ヒステリックグラマー（HYSTERIC GLAMOUR）
- ウンナナクール（une nana cool）
- ナチュラルビューティベーシック（NATURAL BEAUTY BASIC）
- ヘザー（Heather）
- ギャミヌリィ（gaminerie）